# إيرول هولمز
إيرول هولمز (21 أغسطس 1905 - 16 أغسطس 1960) (بالإنجليزية: Errol Holmes)‏ هو لاعب كريكت بريطاني وبريطاني (وحمل سابقاً جنسية المملكة المتحدة لبريطانيا العظمى وأيرلندا). شارك مع منتخب إنجلترا للكريكت.

## وصلات خارجية
- إيرول هولمز على موقع إي آس بي آن كريك إنفو (الإنجليزية)